# ブルネイ・ドル
ブルネイ・ドル(Brunei dollar)は、ブルネイの通貨単位。補助単位はブルネイ・セント(1B$=100sen)ブルネイ・リンギットと呼ばれることもある。ISOコードはBND、一般的にはB$と表記される。

## 概要
1967年にマラヤ及びイギリス領ボルネオ・ドルに代わって導入された。
為替レートはシンガポール・ドルと等価に固定されている。そのため、シンガポールでもブルネイ・ドルは等価で通用している（逆に、ブルネイにおいてもシンガポールドルは等価で通用している）。日常生活ではシンガポール国内で釣り銭としてブルネイ・ドルが受け渡されることがある。ただし、シンガポール国内の多くの自動販売機はブルネイ・ドルに対応しておらず使用することができない。また、日本など第三国ではシンガポール・ドルは両替できてもブルネイ・ドルは両替できない場合がある。